# Espen Harald Bjerke
Espen Harald Bjerke (* 12. April 1980) ist ein ehemaliger norwegischer Skilangläufer.

## Werdegang
Bjerke, der bei den Junioren-Weltmeisterschaften 2000 im slowakischen Štrbské Pleso mit der norwegischen Staffel Bronze gewonnen hatte und im Einzelrennen über 30 Kilometer Sechster geworden war, gab im Dezember 2000 in Orsa sein Debüt im Continental Cup. In dieser Serie gelangen ihm mit Platz zwei beim Verfolgungsrennen im Fleimstal im Februar 2002, Rang drei über 10 km klassisch im Dezember 2014 in Gåsbu sowie nochmals Rang drei über 15 km Freistil in Hommelvik im Februar 2004 drei Podiumsplatzierungen. Eine weitere Top-3-Ergebnis erzielte Bjerke über 15 km klassisch beim Scandinavian Cup in Keuruu im Januar 2009 mit Platz zwei.
Im Weltcup startete Bjerke erstmals im März 2001 in Oslo, wo er über 50 km klassisch Platz 20 belegte. Sein bestes Einzelresultat im Weltcup erzielte er im Januar 2005 in Otepää mit Rang vier über 15 km klassisch. Zudem erreichte Bjerke mit Platz sieben im März 2003 in Falun und Rang sechs zwei Jahre später am selben Ort mit norwegischen Staffeln zwei weitere Top-10-Ergebnisse.
Mit der Staffel wurde Bjerke insgesamt dreimal Norwegischer Meister und gewann 2005 zudem den nationalen Meistertitel im Teamsprint. Bei den Nordischen Skiweltmeisterschaften 2005 in Oberstdorf startete Bjerke im Skiathlon und beendete das Rennen auf Rang 25.
Beim Birkebeinerrennet wurde Bjerke 2008 Zehnter, 2011 Fünfter sowie 2012 und 2013 jeweils Dritter.